# Communauté de communes de Serre-Ponçon
La communauté de communes de Serre-Ponçon est une communauté de communes française créée le 2 novembre 2016 et a pris effet le 1er janvier 2017, située dans les départements des Hautes-Alpes et des Alpes-de-Haute-Provence, en région Provence-Alpes-Côte d'Azur.

## Historique
La loi no 2015-991 du 7 août 2015 portant nouvelle organisation territoriale de la République, dite « loi NOTRe », impose aux structures intercommunales un seuil minimal de population de 15 000 habitants pour pouvoir se maintenir, assorti de dérogations, sans pour autant descendre en dessous de 5 000 habitants. Le département des Hautes-Alpes étant classé en zone de montagne, c'est ce dernier seuil qui s'applique.
Bien que la population soit supérieure au seuil minimal préconisé par la loi pour le département (10 444 habitants en 2012), la première version du schéma départemental de coopération intercommunale (SDCI) des Hautes-Alpes, dévoilé en octobre 2015, prévoyait :
- la fusion entre la communauté de communes de l'Embrunais et la communauté de communes du Savinois-Serre-Ponçon, cette dernière ayant l'obligation de fusionner car sa population était inférieure à 5 000 habitants ; les deux communautés de communes partageaient le même bassin de vie et la gestion des déchets est assurée par un même syndicat ;
- l'intégration des communes de Chorges (issue de la communauté de communes de la vallée de l'Avance) et de Rousset (issue de la communauté de communes du Pays de Serre-Ponçon) ; ces deux communes bordant le lac de Serre-Ponçon et « leur rattachement est logique et indispensable afin de participer au développement économique et touristique du lac ».

La commission départementale de coopération intercommunale, réunie le 17 mars 2016, valide la fusion des communautés de communes de l'Embrunais avec celle du Savinois-Serre-Ponçon, avec intégration de Chorges et de Pontis, cette dernière étant issue de la communauté de communes Vallée de l'Ubaye. La commune de Rousset rejoint, quant à elle, la communauté de communes « Vallée de l'Avance – Pays de Serre-Ponçon ».
Le SDCI projetait le nom de « Communauté de communes autour du Lac de Serre-Ponçon ». L'arrêté préfectoral du 2 novembre 2016 officialise le nom de « communauté de communes de Serre-Ponçon ».

## Territoire communautaire

### Composition
La communauté de communes est composée des 17 communes suivantes :

| Nom                   | Code Insee | Gentilé         | Superficie (km2) | Population (dernière pop. légale) | Densité (hab./km2) |
| --------------------- | ---------- | --------------- | ---------------- | --------------------------------- | ------------------ |
| Embrun (siège)        | 05046      | Embrunais       | 36,39            | 6 387 (2022)                      | 176                |
| Baratier              | 05012      | Baratons        | 15,99            | 643 (2022)                        | 40                 |
| Châteauroux-les-Alpes | 05036      | Chateauroussins | 92,84            | 1 223 (2022)                      | 13                 |
| Chorges               | 05040      | Caturiges       | 53,34            | 3 106 (2022)                      | 58                 |
| Crévoux               | 05044      | Crévinois       | 56,26            | 122 (2022)                        | 2,2                |
| Crots                 | 05045      | Cretorins       | 53,84            | 1 161 (2022)                      | 22                 |
| Les Orres             | 05098      | Orrians         | 74,79            | 510 (2022)                        | 6,8                |
| Pontis                | 04154      | Pontisois       | 14,11            | 95 (2022)                         | 6,7                |
| Prunières             | 05106      | Pruniérois      | 13,2             | 312 (2022)                        | 24                 |
| Puy-Saint-Eusèbe      | 05108      |                 | 11,31            | 190 (2022)                        | 17                 |
| Puy-Sanières          | 05111      | Puysatins       | 11,38            | 281 (2022)                        | 25                 |
| Réallon               | 05114      | Réallonnais     | 71,4             | 243 (2022)                        | 3,4                |
| Saint-André-d'Embrun  | 05128      |                 | 38,63            | 708 (2022)                        | 18                 |
| Saint-Apollinaire     | 05130      | Epleumiens      | 7,54             | 204 (2022)                        | 27                 |
| Saint-Sauveur         | 05156      |                 | 24,18            | 493 (2022)                        | 20                 |
| Le Sauze-du-Lac       | 05163      |                 | 8,49             | 158 (2022)                        | 19                 |
| Savines-le-Lac        | 05164      | Savinois        | 25,13            | 1 109 (2022)                      | 44                 |

## Administration

### Siège
Le siège de la communauté de communes est situé à Embrun.

### Les élus
La communauté de communes est gérée par un conseil communautaire composé de 38 membres représentant chacune des communes membres. La répartition des sièges des conseillers communautaires a été fixée par l'arrêté interpréfectoral du 1er décembre 2016 :
| Nombre de délégués | Communes |
| ------------------ | --- |
| 14                 | Embrun |
| 6                  | Chorges |
| 2                  | Châteauroux-les-Alpes, Crots, Savines-le-Lac |
| 1                  | Baratier, Crévoux, Les Orres, Pontis, Prunières, Puy-Saint-Eusèbe, Puy-Sanières, Réallon, Saint-André-d'Embrun, Saint-Apollinaire, Saint-Sauveur, Le Sauze-du-Lac |

### Présidence
| Nom | Nom             | Parti | Début | Fin         | Fonctions |
| --- | --------------- | ----- | ----- | ----------- | --- |
|     | Chantal Eymeoud | LC    | 2017  | En fonction | Maire d'Embrun (2001-) Conseillère régionale (2015-) 2e vice-présidente du conseil régional de Provence-Alpes-Côte d'Azur (2015-) |